# Mark Madsen
Mark Ellsworth Madsen (ur. 28 stycznia 1976 w Walnut Creek) – amerykański koszykarz, występujący na pozycjach silnego skrzydłowego lub środkowego, dwukrotny mistrz NBA z Los Angeles Lakers, aktualnie trener drużyny akademickiej Utah Valley Wolverines.

## Osiągnięcia
Na podstawie, o ile nie zaznaczono inaczej.
NCAA
- Uczestnik:
  - NCAA Final Four (1998)
  - rozgrywek:
    - Sweet 16 turnieju NCAA (1997, 1998)
    - turnieju NCAA (1997–2000)
- Mistrz sezonu regularnego konferencji Pac-10 (1999, 2000)
- Zaliczony do:
  - I  składu Pac-10 (1999–2000)
  - II składu NABC All-American (przez NABC - 2000)
  - III składu:
    - All-American (przez AP - 2000)
    - All-American (przez NABC - 1999)
- Lider Pac-10 w:
  - zbiórkach (2000)
  - skuteczności rzutów z gry (2000)

NBA
- 2-krotny mistrz NBA (2001–2002)[1]

Reprezentacja
- Mistrz:
  - uniwersjady (1999)[3]
  - igrzysk dobrej woli (2001)[4]